# Емілі Елін Лінд
Емілі Елін Лінд (англ. Emily Alyn Lind; нар. 6 травня 2002) — американська акторка. Найбільше відома за роллю Емми в серіалі «Всі мої діти».

## Біографія
Емілі Елін Лінд народилася 6 травня 2002 року в Лос-Анджелесі, в родині кінопродюсера Джона Лінда та акторки Барбари Елін Вудс. У Емілі є дві рідні сестри, старша Наталі Елін Лінд і молодша Алівія Елін Лінд, які також є акторками.

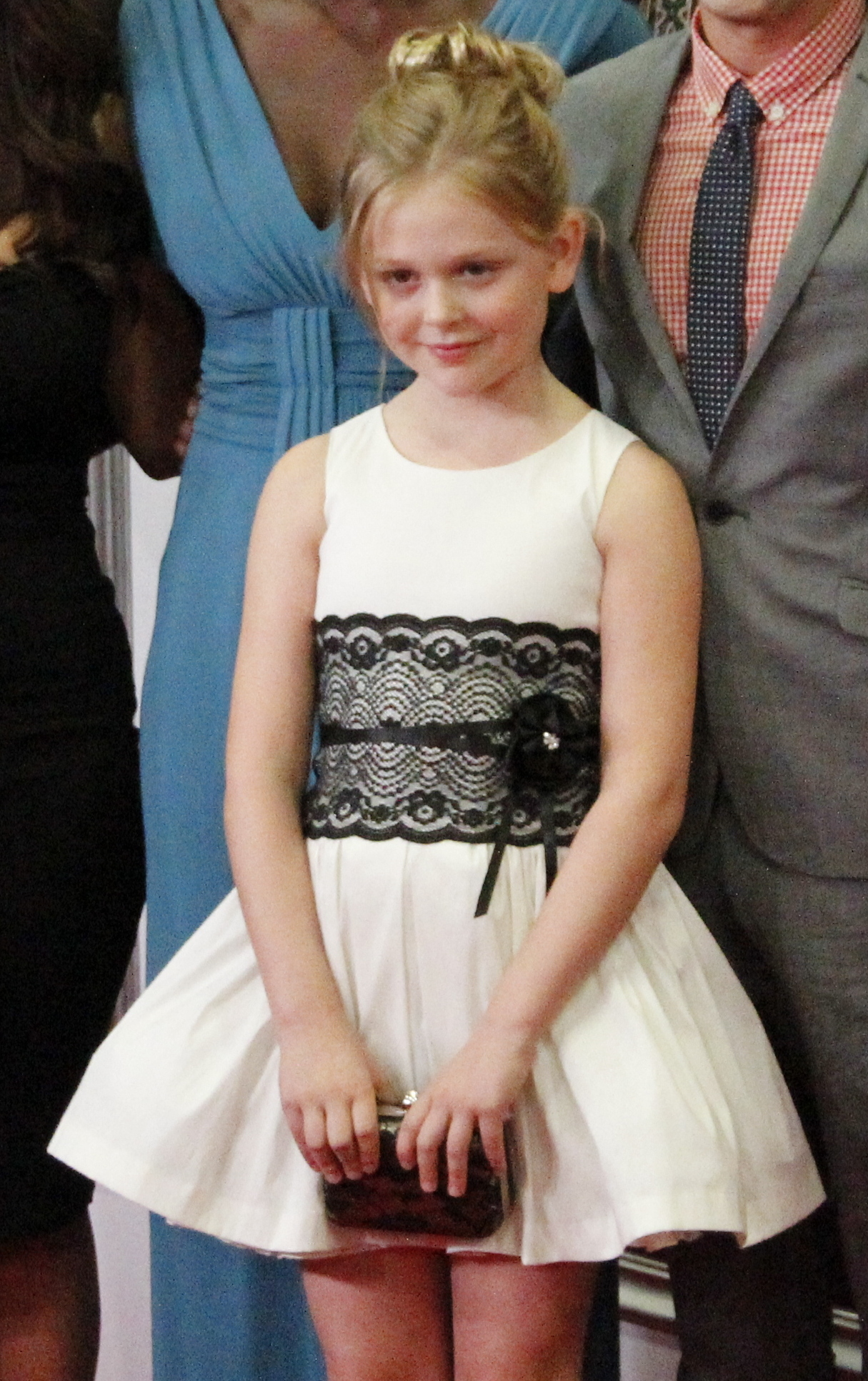
Емілі Елін Лінд на прем'єрі фільму «Навчання польотам» (2012)

Свій творчий шлях Емілі почала з фільму «Таємне життя бджіл» виконавши роль юної Лілі. Після цього вона брала участь в таких проєктах, як «Вхід в порожнечу», «Дні нашого життя», «Іствік», «Всі мої діти», «Гаряча точка» і «Мислити як злочинець».
У 2011 році Лінд отримала другорядну роль в серіалі «Помста», де вона зіграла роль Аманди в дитинстві. У 2012 році вона знялася у фільмі «Привиди в Коннектикуті 2: Тіні минулого» разом з Ебігейл Спенсер і Чедом Майклом Мюрреєм. У 2013 році акторка отримала головну роль у фільмі «Дорогий німий щоденник», заснованому на серії популярних дитячих книг. У 2014 році отримала роль у фільмі «Джекі і Раян» з Кетрін Гейгл і Беном Барнсом, прем'єра якого відбулася на Венеціанському кінофестивалі. У 2015 році отримала роль в серіалі «Реанімація», виконавши роль Аріель. У 2017 році вона знялася у фільмі жахів «Не вимикай світло». У 2018 році Емілі зіграла в науково-фантастичному трилері «Репродукція» разом з Кіану Рівзом і Еліс Ів.
У 2019 Емілі знялася разом з Юеном Макгрегором і Ребеккою Фергюсон у фільмі «Доктор Сон», заснованому на популярному романі Стівена Кінга, продовженні фільму «Сяйво». У березні 2020 року стало відомо, що Емілі зіграє головну роль в перезавантаженні серіалу 2007 року «Пліткарка».

## Фільмографія
| Рік       |    | Українська назва                               | Оригінальна назва                                | Роль                        |
| --------- | -- | ---------------------------------------------- | ------------------------------------------------ | --------------------------- |
| 2008      | ф  | Таємне життя бджіл                             | The Secret Life of Bees                          | Лілі в дитинстві            |
| 2009      | ф  | Вхід в порожнечу                               | Enter the Void                                   | Лінда в дитинстві           |
| 2009      | с  | Дні нашого життя                               | Days of our Lives                                | Грейс                       |
| 2009—2010 | с  | Іствік                                         | Eastwick                                         | Емілі Гарденер              |
| 2010      | ф  | Позначений кров'ю                              | Blood Done Sign My Name                          | Джулі Тайсон                |
| 2010      | тф | Хто такий Кларк Рокфеллер?                     | Who Is Clark Rockefeller?                        | Рейн «Снукс» Босс           |
| 2010      | с  | Медіум                                         | Medium                                           | шестилітня дівчинка         |
| 2010      | с  | Всі мої діти                                   | All My Children                                  | Емма Лейвері                |
| 2010      | с  | Горяча точка                                   | Flashpoint                                       | Алексис в дитинстві         |
| 2010      | с  | Криміналісти: мислити як злочинець             | Criminal Minds                                   | Ана Брукс                   |
| 2010      | тф | Листопадове Різдво                             | November Christmas                               | Ванесса Маркс               |
| 2010      | тф | Неділя у Тіффані                               | Sundays at Tiffany’s                             | Джейн в дитинстві           |
| 2011      | ф  | Дж. Едгар                                      | J. Edgar                                         | Ширлі Темпл                 |
| 2011      | мф | Секретна служба Санти: Жартівники проти Паїнек | Prep & Landing: Naughty vs. Nice                 | Грейс Гудвін                |
| 2011—2015 | с  | Помста                                         | Revenge                                          | Аманда Кларк в дитинстві    |
| 2012      | тф | Красиві люди                                   | Beautiful People                                 | Тіна                        |
| 2012      | ф  | Навчання польотів                              | Won’t Back Down                                  | Малія Фіцпатрик             |
| 2012      | с  | Гаваї 5.0                                      | Hawaii Five-0                                    | Люсі                        |
| 2013      | ф  | Фільм 43                                       | Movie 43                                         | дівчинка на дні народження  |
| 2013      | ф  | Привиди в Коннектикуті 2: Тіні минулого        | The Haunting in Connecticut 2: Ghosts of Georgia | Гайді Вайрик                |
| 2013      | тф | Дорогий німий щоденник                         | Dear Dumb Diary                                  | Джеймі Келлі                |
| 2013      | ф  | Всі американські різдвяні гімни                | All American Christmas Carol                     | Сінді в дитинстві           |
| 2014      | с  | Передмістя                                     | Suburgatory                                      | Надя Нерген                 |
| 2014      | с  | Ігри розуму                                    | Mind Games                                       | Делла                       |
| 2014      | ф  | Джекі і Раян                                   | Jackie & Ryan                                    | Лія                         |
| 2014      | ф  | Пересмішник                                    | Mockingbird                                      | Еббі                        |
| 2015      | ф  | Зачаївшись                                     | Hidden                                           | Зої                         |
| 2015—2018 | с  | Реанімація                                     | Code Black                                       | Аріель                      |
| 2016      | ф  | Не вимикай світло                              | Lights Out                                       | Софі у підлітковому віці    |
| 2016      | с  | Час пік                                        | Rush Hour                                        | Крістін Сандерс             |
| 2017      | ф  | Нянька                                         | The Babysitter                                   | Мелані                      |
| 2017      | кф |                                                | Tree House Time Machine                          | Меггі                       |
| 2018      | ф  | Репродукція                                    | Replicas                                         | Софі Фостер                 |
| 2018      | с  | Людина майбутнього                             | Future Man                                       | Тай-Енн в підлітковому віці |
| 2019      | ф  | Доктор Сон                                     | Doctor Sleep                                     | Змійка Енді                 |
| 2020      | с  | Священна брехня                                | Sacred Lies                                      | Джолін Дригальскі           |
| 2020      | ф  | Нянька: Королева убивць                        | The Babysitter: Killer Queen                     | Мелані                      |
| 2021      | с  | Пліткарка                                      | Gossip Girl                                      | Одрі                        |
| 2025      | с  | Ми були брехунами                              | We Were Liars                                    | Каденс Сінклер              |